# Pour une morale de l'ambiguïté
Pour une morale de l'ambiguïté est un essai de Simone de Beauvoir publié le 18 novembre 1947 aux éditions Gallimard.
Cet ouvrage pose la question de la morale et plus généralement de l'action dans le cadre d'une philosophie athée très proche de celle de Jean-Paul Sartre, qui, à cette même époque, rédigeait ses Cahiers pour une morale qui furent publiés de manière posthume en 1983.

## Éditions
- Pour une morale de l'ambiguïté, Éditions Gallimard, Paris, 1947  (ISBN 2070205126).